# Afsporet
Afsporet er en dansk film fra 1942.
- Manuskript Svend Rindom.
- Instruktion Bodil Ipsen og Lau Lauritzen jun.

## Medvirkende
- Poul Reumert
- Illona Wieselmann
- Bjarne Forchhammer
- Eigil Reimers
- Ebbe Rode
- Preben Lerdorff Rye
- Johannes Meyer
- Ib Schønberg
- Tove Grandjean
- Sigrid Horne-Rasmussen
- Lise Thomsen
- Sigurd Langberg